# Río Real
Río Real este o arie protejată (arie specială de conservare — SAC, sit de importanță comunitară — SCI) din Spania întinsă pe o suprafață de 33,43 ha, integral pe uscat.

## Localizare
Centrul sitului Río Real este situat la coordonatele 36°31′11″N 4°50′51″W / 36.5196°N 4.8476°V.

## Înființare
Situl Río Real a fost declarat sit de importanță comunitară în decembrie 2000 pentru a proteja 1 specie de plante și 6 specii de animale. Situl a fost protejat și ca arie specială de conservare în ianuarie 2015.

## Biodiversitate
Situată în ecoregiunea mediteraneană, aria protejată conține 6 habitate naturale: Dehesas cu Quercus spp. perene, Tufărișuri termo-mediteraneene și de pre-deșert, Pseudostepă cu ierburi și specii anuale de Thero-Brachypodietea, Galerii de Salix alba și de Populus alba, Galerii și tufărișuri riverane sudice (Nerio-Tamaricetea și Securinegion tinctoriae), Păduri de pin mediteraneene cu pini mezogeni endemici.
La baza desemnării sitului se află mai multe specii protejate:
- plante (1): Galium viridiflorum
- păsări (1): egretă mică (Egretta garzetta)
- mamifere (2): vidră de râu (Lutra lutra), liliacul mare cu potcoavă (Rhinolophus ferrumequinum)
- nevertebrate (1): Oxygastra curtisii
- pești (1): Pseudochondrostoma willkommii
- reptile (1): Mauremys leprosa

Pe lângă speciile protejate, pe teritoriul sitului au mai fost identificate 1 specie de plante.